# We Belong Together
"We Belong Together" är en låt framförd av den amerikanska sångerskan Mariah Carey, från hennes tionde studioalbum The Emancipation of Mimi (2005). Den skrevs och komponerades av Carey, Jermaine Dupri, Manuel Seal och Johntá Austin. I låten återanvänds låttexter från Bobby Womacks "If You Think You're Lonely Now" (1981) och The Deeles "Two Occasions" (1987), varför flera andra musiker är krediterade som låtens textförfattare. "We Belong Together" är uppbyggd kring ett simpelt pianoarrangemang och lågmäld baktakt. Enligt Carey var detta gjort för att framhäva hennes sång istället för att den skulle fördunklas av kraftig instrumentering. Låttexten dokumenterar en kvinnas ensamhet och förtvivlan efter separationen från en älskare. Låten gavs ut som den andra singeln från The Emancipation of Mimi den 29 mars 2005 via Island Records.
Efter hennes nedgång i popularitet under åren 2001 - 2005, ansåg kritiker att låten var hennes musikaliska comeback, trots att många dessförinnan sagt att hennes karriär var över. De ansåg att Carey fått tillbaka sin gamla gnista och kallade utgivningen "Röstens återkomst". "We Belong Together" slog flera rekord i USA och blev Careys sextonde listetta på Billboards singellista Hot 100. Den låg kvar på förstaplatsen i fjorton veckor vilket blev näst längst tid som etta i USA:s musikhistoria, slagen av sin egen "One Sweet Day" (1995) som låg sexton veckor som etta. Billboard rankade låten på förstaplatsen på deras lista "Song of the Decade" och som den nionde populäraste låten genom tiderna. "We Belong Together" slog flera radiorekord och kom upp i den, genom tiderna, största radiopubliken på en dag och på en vecka. Låten toppade singellistorna i Australien och Nederländerna och nådde andraplatserna i Storbritannien och Nya Zeeland.
"We Belong Together" mottog flera priser och nomineringar under 2005-06; två Grammy Awards, två Radio Music Awards, två Soul Train Music Awards, en Vibe Award, en World Music Award samt en Teen Choice Award. Tack vare låtens långvariga framgångar hann Carey uppträda på en mängd shower runt om i världen. I USA framförde hon singeln vid 2005 års MTV Movie Awards, MTV Video Music Awards, Macy's Fourth of July Parade och The Oprah Winfrey Show. Det mest noterbara framträdandet var en medley av "We Belong Together" och "Fly Like a Bird", en annan singel från skivan, vid den 48:e Grammy-upplagan som ägde rum 8 februari 2006. Careys framförande hyllades av kritiker och mottog nattens enda stående ovation från publiken.

## Bakgrund och produktion
År 2001 hade Mariah Carey ett sammanbrott på grund av vätskebrist och för hög arbetstakt. Hon övergav marknadsföringen av sitt nyss utgivna studioalbum Glitter och sin film med samma namn. Både albumet och filmen bemöttes med mestadels negativ kritik och blev en kommersiell besvikelse för sångerskan. Skivbolaget Virgin Records (EMI Records) avslutade av den anledningen deras 100 miljoners kontrakt med Carey. År 2002 släppte hon Charmbracelet, sitt tänkta "comeback-album" hos Island Records. Jämfört med sångerskans tidigare album blev skivan aldrig någon stor framgång och bemöttes åter med mestadels negativ kritik. Recensenter skrev att hennes personliga problem gav sig till känna och ansåg att Careys röst lät "ansträngd" och "trasig". Efter turnen till det albumet började Carey att spela in nya låtar till en uppföljare. I december 2004 hade hon spelat in flera låtar till sitt tionde studioalbum som fått titeln The Emancipation of Mimi. Skivbolagschefen L.A. Reid föreslog, trots det, att Carey skulle spela in några fler singlar för att säkra skivans kommersiella framgångar. Eftersom hon skapat några av sina bästa låtar tillsammans med Jermaine Dupri tyckte Reid att hon skulle träffa Dupri i inspelningsstudion. Carey åkte till Atlanta för att samarbeta med Dupri. Under tvådagars-resan skapade duon "Shake It Off" och "Get Your Number", vilka senare släpptes som skivans tredje respektive fjärde singlar. (Under deras studiotid valdes "Shake It Off" ut som skivans huvudsingel och ersatte planerna på att ge ut "Say Somethin'".) Carey återvände till Atlanta för ett andra möte med Dupri. Under denna resa skapades två ytterligare spår som kom med på skivan; "We Belong Together" och "It's Like That".
| ”                                       | Trots att det var galet tidigt på morgonen fick jag rysningar när jag satt på planet från Atlanta. Jag hade redan en fantastisk känsla när vi finslipade texten i studion, men när vi satt på planet och lyssnade på demoversionen kände jag att det var något speciellt med låten. | „ |
| – Mariah Carey om "We Belong Together". | |   |

"We Belong Together" är en samtida R&B ballad med tydliga pop och hiphop-influenser. Låten drivs av bastrummor och en hi-hat, ljud som härstammar från en programmerad Roland TR-808 och används flitigt inom hiphopmusiken. Carey använder en sparsam, reserverad, rapp-liknande sång vars tillhörande melism uppskattades av musikkritiker. Jennifer Vineyard från MTV News ansåg att Careys undertryckta sång gav låten mera kraft vilket inte hade uppnåtts om hon hade använt kraftfullare sång. "We Belong Together" har även 1980-tals retro-känsla då den innehåller referenser till Bobby Womacks "If You Think You're Lonely Now" och The Deeles "Two Occasions" (1987), framförd tillsammans med Babyface. I andra versen av "We Belong Together" sjunger Carey; "Bobby Womack's on the radio / Singing to me, 'If you think you're lonely now'." Hon byter sedan radiostation; "So I turn the dial, tryin’ to catch a break / And then I hear Babyface / 'I only think of you...'." På grund av inkluderingen av dessa spår listas även dessa textförfattare som låtskrivare till Careys ballad. "We Belong Together" följer den vanligaste produktionsmallen; vers-melodi-vers. Den är strukturerad i tre distinkta delar där varje del beskriver huvudpersonen i olika situationer och känslor. I den första delen dokumenteras parets skilsmässa. En sorgsen ton etableras i resten av låten samtidigt som hon våndas över de misstag de begått. I den andra delen flyttas fokus från det förflutna till nutid och framföraren blir mer och mer känslomässig. Hon försöker slita sig från radion men blir fast att lyssna på kärleksballader.
"We Belong Together" har ingen brygga, istället höjer Carey pitch en oktav när låten övergår i de tredje delen. Där förvandlas sorgen och nostalgin över relationen till ren frustration och förtvivlan.
"We Belong Together" är ett simpelt, sparsamt, musikaliskt arrangemang i C-dur och komponerad i en fjärdedelsnot. Careys röst sträcker sig från  G3 till den högsta tonen; A5. Hennes register demonstreras i slutet av låten där melodin är en oktav högre; från G4 till A5.

## Musikvideo

### Bakgrund
"Bröllopsklänningen var en Vera Wang som jag bar vid ett tillfälle för flera år sedan. Jag hade den i förvaring när jag kom på videons handling och att den skulle ha ett bröllop. Jag sa, 'ja, jag har ju fortfarande kvar min gamla bröllopsklänning'. Den betyder fortfarande mycket för mig, jag fattar inte att jag var gift - men strunt samma. Annat ämne. Jag visste att vi inte skulle få tag på en fantastisk klänning på typ, två dagar, så jag tog ut en ur förvaringen. Den har ett åtta meter långt släp och var handsydd så jag tänkte att den lika gärna kunde komma till användning. " 

Singelns musikvideo filmades i Los Angeles av regissören Brett Ratner. De filmade videon för "It's Like That", Careys föregående singel, samtidigt. Sångerskan hade samarbetat med Ratner flera gånger tidigare, bland annat till videon för "Heartbreaker", som med en totalkostnad på 2.5 miljoner dollar blev en av de dyraste musikvideorna genom tiderna. Videon till "We Belong Together" är del två i en handling som påbörjades i "It's Like That". Den videon visar Carey på en möhippa kvällen innan hon ska gifta sig med en äldre och välbärgad man (spelad av Eric Roberts). I slutet av denna video kommer hennes gamla flamma, en yngre man spelad av Wentworth Miller. Videon slutar med att de stirrar varandra i ögonen medan Careys blivande make betraktar dem från en balkong. Videon till "We Belong Together" är en fortsättning på historien och visar Carey på sin bröllopsdag. Till scenerna på vigseln med den äldre mannen bar hon sin Vera Wang-klänning som hon använde på sitt eget bröllop med Tommy Mottola år 1993.

### Handling
I videon syns Carey förbereda sig inför sitt bröllop och visar hur hon går mot altaret för att sedan rymma från ceremonin med en yngre man. I första scenen syns en stor herrgård som visar sig vara ägd av den äldre man Carey ska gifta sig med. Sångerskan syns gå barfota i ett rum medan hon tar av sig en svart morgonrock. I nästa scen ligger hon och kråmar sig i en säng med vita lakan medan kameran fokuserar på hennes ansikte. När de första verserna börjar gör sig Carey i ordning framför en stor spegel, hon sätter på sig skor, örhängen och betraktar sin förlovningsring. Samtidigt visas sekvenser när sångerskan sitter på en liten blå soffa, bärande en lila klänning, och scener där hon duschar och tittar mot kameran. Bröllopet visas där Miller betraktar händelsen från håll. Småbarn kastar blommor på den vita matta där Carey och Roberts går. Sångerskans möte med den Miller från föregående video, "It's like That", visas i nästa sekvenser medan hon sjunger verserna; "I can't sleep at night / When you are on my mind". Efter ytterligare scener där Carey är klädd i en lila kjol och vit tröja, visas vigselceremonin vid altaret. Medan prästen påbörjar sitt tal tittar Carey efter Miller, hon vänder sig sedan mot Roberts. Efter ett ögonblicks tvekan börjar hon springa mot sin älskare. Under låtens klimax lämnar paret ceremonin springande medan förvånade gäster reser sig upp och tittar efter dem. I andra scener syns Carey, ihop med sångens dramatiska avslut, gråta och röra med händerna i luften och i håret. I de avslutande sekvenserna sätter sig Carey och hennes älskare i en cabriolet medan hennes åtta meter långa släp hänger efter bilen. Musikvideon var nominerad i kategorierna "Best R&B Video" och "Best Female Video" vid år 2005s MTV Video Music Awards.

## Medias mottagande
"We Belong Together" ansågs "omdefiniera" Careys karriär som många beskrivit som över. "We Belong Together" blev väl bemött av kritiker, till skillnad från många andra av hennes singlar som givits ut under de föregående åren. Många ansåg att den markerade "Röstens återkomst" efter utgivningen av albumet Charmbracelet (2002), där många skrev att Carey förlorat sitt register. Sal Cinquemani vid Slant Magazine skrev att "divan...håller sig lugn med ljusa, snabba verser tills den fullfjädrade sången når sitt klimax och bevisar att 'rösten' trots allt har återkommit." Han noterade även att låten var det mest "innovativa Mariah har gjort på flera år." Andra var positiva till hennes förmåga att berätta med hjälp av sången. Enligt Kelefa Sanneh vid The New York Times var det detta som gav låten dess drivkraft. Han skrev; "Denna stil är anledningen till att hon har förvandlat låten från att bara vara en ballad till att bli en sommar-hit. 'We Belong Together' har ingen gästrappare eller hårt taktslag men Ms. Careys skickliga sång ger låten mer drivkraft än vad man skulle räknat med. De tajta rimmen flyter samman med beatsen." Johnny Loftus från Metro Times kallade den en "sommar-smash" och skrev; "Vi vet alla att det är det vaga som dominerar på en sommarlåt och dessa omärkbara strömmar som tar tag i hjärtat och fötterna är eggande."
Michael Ehrlich, skribent för Vibe Magazine ansåg att låten skulle "tilltala alla generationer" medan Cinquemani trodde att den åter skulle väcka folks intresse för Mariahs ballader. Stephen Thomas Erlewine från Allmusic valde "We Belong Together" som den bästa låten på skivan medan Todd Burns från Stylus Magazine sa att den var "taktmässigt vacker". Jozen Cummings från PopMatters hade samma uppfattning som Cinquemani angående att låten åter väckte intresse för Carey som ballad-sångerska. Han skrev; "Carey gör låten till sin egen och påminner fans om 'Hero'-dagarna med hennes ljuva stämmor som kommer till sin rätt i låtens klimax. Skillnaden mellan The Emancipation of Mimis första två spår är som bröd och smör." Efter den första spelningen på radio sa Sherri Winston från South Florida Sun-Sentinel att hon visste att låten skulle bli en "smash". Hon lovordade produktionens baktakt och Careys sång." Michael Paoletta vid Billboard beskrev "We Belong Together" som en av skivans starkaste spår och lyfte särskilt fram sångerskans röst som stod i centrum på låten. Slant Magazine rankade den på andraplats över de bästa låtarna år 2005.

## Liveframträdanden
Tack vare sin långvariga framgång hann Carey uppträda med "We Belong Together" på en mängd televiserade program. Låten inkluderades på alla hennes turnéer efter utgivningen. I Storbritannien spelade sångerskan in två delar av musikprogrammet Top of the Pops och framförde "It's Like That", "We Belong Together" och "Shake It Off". Ytterligare europeiska och japanska uppträdanden var bland annat en intervju på den franska talkshowen Le Grand Journal och uppträdanden med "We Belong Together" på både Music Station och Riponggi Hills i Japan. När hon återvände till USA spelade hon in en rad TV-uppträdanden inför utgivningen av skivan, däribland en utomhusturné med fem låtar på Good Morning America. Konserten ägde rum på Times Square och lockade den största publiken sedan 2004 års nyårsfirande. Hon sjöng de tre första singlarna från skivan samt "Fly Like a Bird" och "Make It Happen" (1991). Följande vecka framförde hon "We Belong Together" vid 2005 års BET Awards samtidigt som hennes uppträdande under VH1 Save the Music-specialen som filmades den 17 april sändes. Under hela maj besökte hon amerikanska TV-program och framförde singeln. Bland annat på Late Show with David Letterman (5 maj), The Tonight Show with Jay Leno (11 maj) och The Ellen DeGeneres Show (13 maj) där hon även sjöng "It's Like That". Fram till juni besökte hon The Oprah Winfrey Show där sångerskan framförde en alternativ live-version av låten. Under framträdandet bar hon en lång aftonklänning och stöttades av ett riktigt band samt tre bakgrundssångare. Elva dagar senare, den 4 juli, uppträdde hon vid den årliga Macy's Fourth of July Parade och sjöng "America the Beautiful" and "We Belong Together".

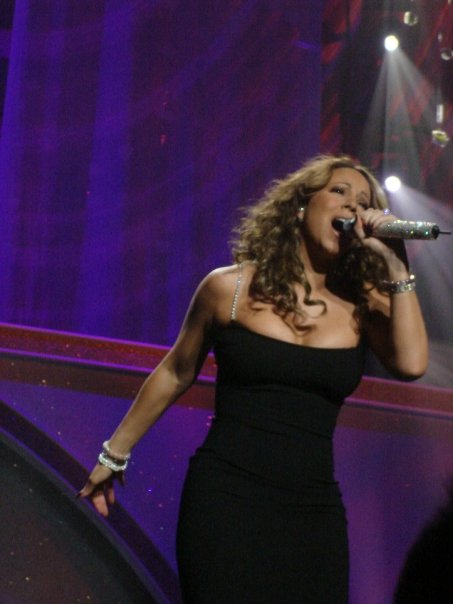
Carey framför låten under en konsert.

Följande vecka uppträdde hon vid 2005 års MTV Movie Awards. Numret sändes i svart-vitt på TV förutom Carey vars figur var i färg. Sångerskan bar en röd Armani Privé och hade en retro-inspirerad hårfrisyr. Hon sjöng "We Belong Together" på en vit runway-inspirerad scen tillsammans med fyra manliga och kvinnliga bakgrundsdansare. Efter den amerikanska marknadsföringen av skivan reste Carey till Storbritannien för en välgörenhetsgala den 2 juli 2005. Tillställningen ägde rum i Hyde Park, London med namnet Live 8 och sågs av över 9.6 millioner brittiska medborgare. Sångerskan framförde tre låtar, öppningsnumret var "We Belong Together" följt av "Make It Happen" och "Hero". Den 3 augusti meddelade USA Today att Carey var en av de artister som skulle uppträda vid MTVs Video Music Awards som hölls den 28:e samma månad. Ceremonin anordnades vid American Airlines Arena i stadskärnan av Miami Beach, Florida. Careys uppträdande hölls vid National Hotel i South Beach. Förutom The Killers var hon den enda artisten att filma sitt uppträdande vid en hemlig plats i Miami. Efter att ha blivit introducerad av Eva Longoria sågs Carey kliva upp på en avlång scen på hotellets bakgård. Dupri framförde de första verserna på låten vid en närliggande badhytt. Efter att ha sjungit "Shake It Off" och den officiella remixversionen av "We Belong Together" klev hon ner i poolen tillsammans med Dupri och bakgrundsdansarna. Fortsättningsvis reste hon återigen till Europa och var huvudnumret vid årets Fashion Rocks i Monaco. Efter att ha blivit introducerad av Donatella Versace sågs Carey framföra "We Belong Together" på en flotte bärande en metall-färgad Versace-klänning. Hon uppträdde på liknande vis den tyska prisceremonin Bambi Awards i oktober, 2005. Två månader senare firade hon nyår på amerikansk TV och uppträdde vid Times Square Ball Drop i New York. TV-specialen med namnet Dick Clark's New Year's Rockin' Eve with Ryan Seacrest sändes på ABC klockan 22:00 den 31 december 2005. Carey bar en kort glittrande klänning och framförde låten samt ett urval av albumets spår.
Vid den 48:e upplagan av den amerikanska prisceremonin Grammy Awards, som ägde rum den 8 februari 2006, var Carey nominerad i åtta kategorier - fler än vad hon någonsin varit nominerad till under en och samma gala. Den kvällen var första gången sedan 1996 som sångerskan uppträdde på Grammy-galan. Före hennes uppträdande visades en video där Carey berättade om betydelsen av gud och religion i sitt liv. Hon uppenbarade sig på scen i en vit Chanel-klänning och sjöng en kort version av "We Belong Together". Careys pastor Clarence Keaton läste sedan ur bibeln och öppnade för sångerskans nummer av singeln "Fly Like a Bird". Under mitten av uppträdandet flyttades en vägg som dolde en stor kör som sjöng med Mariah under låtens gospelklimax. Uppträdandet mottog nattens enda stående ovation från publiken och fick Teri Hatcher, som presenterade nästa pris, att utropa "det är som om vi alla blivit räddade!". Uppträdandet hyllades av kritiker. Gary Susman från Entertainment Weekly kallade Carey för "Comeback-drottningen" och skrev att hennes röst "användes på ett sätt som bara Carey kan." Sångerskan inkluderade "We Belong Together" på båda efterföljande turnéer, The Adventures of Mimi Tour och The Angels Advocate Tour. På den förstnämnda var låten ett extranummer. Med bakgrundssång från Trey Lorenz, Sherry Tatum och MaryAnn Tatum framförde Carey låten medan confetti släpptes från arena taket. Enligt Jennifer Vineyard från MTV News var uppträdandet en "enorm bedrift" och höjdpunkten på showen. Carey kopplade samman med fans på ett sätt hon inte gjort på åratal. Under hennes Angel's Advocate Tour var låten också det sista numret och introducerades som "decenniets låt" av Carey själv. Hon tackade sedan publiken för att de hjälpt henne få sin sextonde listetta i USA.

## Kommersiell prestation

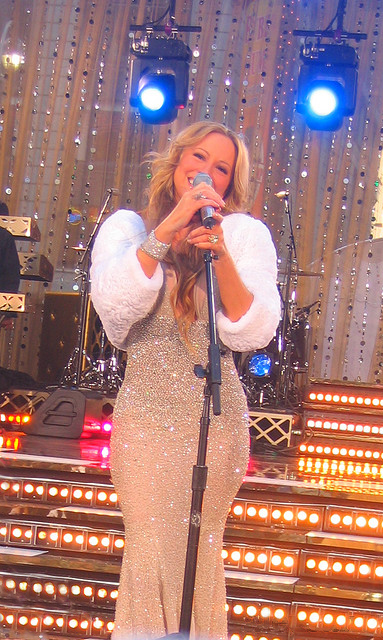
Carey framför låten på Good Morning America.

Efter att "We Belong Together" haft premiär på MSN den 23 mars 2005, och på nordamerikansk radio den 29 mars kom singeln att bli en av de mest populära under hela sångerskans karriär. Den tillbringade sammanlagt fjorton veckor (inte i rad) som etta på Billboard Hot 100 efter att den debuterat på plats 81 på förgreningslistan Hot R&B/Hip-Hop Songs. Den hade stor framgång på alla musikformat och blev den första musiksingeln att ligga etta på nio Billboard listor samtidigt (Hot 100, Billboard Hot 100 Airplay, Hot R&B/Hip-Hop Songs, Hot R&B/Hip-Hop Airplay, Pop 100 Airplay, Mainstream Top 40, Rhythmic Airplay Chart, Hot Dance Club Songs och Hot Ringtones). Efter fjorton veckor som etta på Hot 100-listan blev "We Belong Together" den singeln med flest veckor som etta efter Careys egna "One Sweet Day", ett samarbete med Boyz II Men år 1996 som låg sexton veckor på förstaplatsen. Den slog även flera radiorekord. Enligt Mediabase och Nielsen BDS drev singeln in den högsta radiopubliken under både en dag och en vecka i BDS:s historia med 32.8 och 223 millioner lyssnare respektive. Till dagens dato har "We Belong Together" lyssnas på mer än 8 billioner gånger i USA. Låten höll även topp-positionen på Billboards Hot 100 Airplay i sexton veckor och kom på delad andraplats med gruppen No Doubt och deras "Don't Speak" (1996). "We Belong Together" certifierades 5x platina av Recording Industry Association of America (RIAA), vilket markerade 5 millioner exemplar skickade till affär i USA. På Billboard Year-End blev låten etta vilket blev Careys första singel som etta på den topplistan. Billboard listade låten på en niondeplats på deras Billboard Hot 100 All-Time Top Songs och på andraplatsen på Top Billboard Hot 100 R&B/Hip-Hop Songs. Låten blev 00-talets populäraste utgivning.Billboard.
"We Belong Together" blev inte bara en smash-hit i USA utan toppade även flera singellistor i Europa och Oceanien. Låten debuterade på förstaplatsen på Australiens officiella singellista - ARIA - den 3 juli 2005. Även följande vecka innehade den förstaplatsen. Den tillbringade sammanlagt elva veckor på listan innan den föll ur. Låten certifierades trippel platina av Australian Recording Industry Association (ARIA) för 210.000 exemplar skickade till affär. Låten rankades på plats sjutton på den Australienska Year-End-listan. I Flandern och Wallonien i Belgien nådde singeln tolfte och tjugofjärde platserna på regionernas respektive singellistor. Låten rankades på plats fyrtiosju på Flanderns Year-End-lista. Den 7 augusti debuterade "We Belong Together" på plats femton på Danmarks Tracklisten och klättrade senare till plats tre. I Frankrike nådde låten som högst plats tolv på Syndicat National de l'Édition Phonographique och tillbringade nitton veckor fluktuerande på listan. På Nederlandse Top 40 nådde låten förstaplatsen i sin fjärde vecka och fanns på listan i sexton veckor. Låten låg på plats 22 vid årets slut (2005). I Nya Zeeland tillbringade låten tre veckor som tvåa på Recording Industry Association of New Zealand. Den föll ur listan den 3 oktober efter tolv veckor på listan. Vid slutet av året noterades "We Belong Together" på plats trettiosex och hade certifierats platina för över 15.000 exemplar skickade till affär. I Norge och Spanien nådde låten plats nio och tre och låg nio och sju veckor på respektive lista. I Schweiz nådde låten fjärdeplatsen på landets officiella singellista och stannade på listan i tolv veckor. Halvvägs under beräkningarna var "We Belong Together" beryktad att bli Careys tredje listetta i Storbritannien. När den officiella listan publicerades var låten dessvärre på andraplats med 39.436 sålda kopior, slagen av Tupac Shakurs "Ghetto Gospel" med endast 392 fler exemplar. I andra veckan tappade singeln en position. I tredje veckan återvände den till andraplatsen. Den här gången blockerad av James Blunts "You're Beautiful". Låten tillbringade sammanlagt arton veckor på listan med en försäljning beräknad till 240.000 exemplar.

## Format och innehållsförteckningar
| Australiensisk CD-singel 1. "We Belong Together" – 3:22 2. "We Belong Together" (Reconstruction Radio Mix) – 4:05 3. "It's Like That (Remix)" (feat. Fat Joe) – 3:32 Dansk Maxi-singel (Promo) 1. "We Belong Together (Remix)" – 4:30 2. "We Belong Together (Reconstruction Radio Mix)" – 4:04 3. "We Belong Together (Reconstruction Club Mix)" – 9:25 4. "We Belong Together (Atlantic Soul Radio Edit" – 4:22 5. "We Belong Together (Atlantic Soul Vocal)" – 7:23 6. "We Belong Together (Atlantic Soul Instrumental)" – 7:22 Europeisk CD-singel 1. "We Belong Together" – 3:22 2. "We Belong Together (Remix)" (med Jadakiss och Styles P) – 4:30 Japansk CD-singel 1. "We Belong Together" – 3:22 2. "We Belong Together" (Instrumental) – 3:22 | Brittisk CD-singel 1. "We Belong Together" – 3:23 2. "We Belong Together" (Remix) – 4:06 Brittisk CD/Maxi-singel 1. "We Belong Together (Remix)" – 4:30 2. "We Belong Together (Reconstruction Radio Mix)" – 4:04 3. "We Belong Together (Reconstruction Club Mix)" – 9:25 4. "We Belong Together (Atlantic Soul Radio Edit" – 4:22 5. "We Belong Together (Atlantic Soul Vocal)" – 7:23 6. "We Belong Together (Atlantic Soul Instrumental)" – 7:22 - Amerikansk CD-singel (Promo) 1. "We Belong Together" – 4:27 2. "We Belong Together (Instrumental)" – 4:28 |

## Topplistor
| Lista (2005)                          | Topplacering |
| ------------------------------------- | ------------ |
| Australien (ARIA)                     | 1            |
| Österrike (Ö3 Austria Top 40)         | 31           |
| Belgien (Ultratop 50 Flandern)        | 12           |
| Belgien (Ultratop 40 Wallonien)       | 24           |
| Danmark (Tracklisten)                 | 3            |
| Nederländerna (Single Top 100)        | 1            |
| EU (European Hot 100)                 | 4            |
| Frankrike (SNEP)                      | 12           |
| Tyskland (Media Control AG)           | 11           |
| Ungern (Mahasz)                       | 5            |
| Irland (IRMA)                         | 3            |
| Italien (FIMI)                        | 15           |
| Nya Zeeland (RIANZ)                   | 2            |
| Norge (VG-lista)                      | 9            |
| Spanien (PROMUSICAE)                  | 3            |
| Sverige (Sverigetopplistan)           | 11           |
| Schweiz (Schweizer Hitparade)         | 4            |
| Storbritannien (UK Singles Chart)     | 2            |
| USA (Billboard Hot 100)               | 1            |
| USA (Billboard Pop Songs)             | 1            |
| USA (Billboard Hot R&B/Hip-Hop Songs) | 1            |
| USA (Billboard Hot Dance Club Songs)  | 1            |
| USA (Billboard Adult Pop Songs)       | 16           |
| USA (Billboard Adult Contemporary)    | 3            |

| Lista (2005)                      | Topplacering |
| --------------------------------- | ------------ |
| Australien (ARIA)                 | 17           |
| Belgien (Ultratop 50 Flandern)    | 47           |
| Nederländerna (Dutch Top 40)      | 22           |
| EU (European Hot 100)             | 45           |
| Nya Zeeland (RIANZ)               | 36           |
| Sverige (Sverigetopplistan)       | 57           |
| Schweiz (Schweizer Hitparade)     | 57           |
| Storbritannien (UK Singles Chart) | 20           |
| USA (Billboard Hot 100)           | 1            |

| Lista (2000-2009)       | Topplacering |
| ----------------------- | ------------ |
| USA (Billboard Hot 100) | 1            |

| Lista                                 | Topplacering |
| ------------------------------------- | ------------ |
| USA (Billboard Hot 100)               | 9            |
| USA (Billboard Hot R&B/Hip-Hop Songs) | 2            |

| Region              | Certifikat |
| ------------------- | ---------- |
| Australien (ARIA)   | Platina    |
| Nya Zeeland (RIANZ) | Platina    |
| USA (RIAA)          | Platina    |